# Makin’ Happy
A Makin' Happy című dal az amerikai Crystal Waters 1991. november 10-én megjelent 2. kimásolt kislemeze a Surprise című debütáló stúdióalbumról. A dal több Európai slágerlistára is felkerült, de az amerikai Billboard listán is 1. helyezést ért el, és 1 hétig volt listavezető.

## Megjelenések
7"  Hollandia Mercury – 868 848-7
- A	Makin' Happy (Hurley's Happy House Mix) 3:49
- B	Makin' Happy (Basement Boys Happy Club Mix) 3:31

## Slágerlista
| Slágerlista (1991)                                           | Legjobb helyezések |
| ------------------------------------------------------------ | ------------------ |
| Belgium (Ultratop Flanders)                                  | 21                 |
| Kanada Canada Dance (RPM)                                    | 1                  |
| Franciaország (SNEP)                                         | 17                 |
| Írország (IRMA)                                              | 22                 |
| Hollandia (Tipparade)                                        | 2                  |
| Hollandia (Single Top 100)                                   | 27                 |
| Svájc (Schweizer Hitparade)                                  | 22                 |
| Egyesült Királyság UK Singles (Official Charts Company)      | 18                 |
| Amerikai Egyesült Államok US Billboard Dance Club Songs      | 1                  |
| Amerikai Egyesült Államok US Billboard Hot R&B/Hip-Hop Songs | 63                 |